# 圣安德烈-勒加兹
圣安德烈-勒加兹（法語：Saint-André-le-Gaz，法語發音：[sɛ̃.t‿ɑ̃dʁe lə ɡaz]）是法国伊泽尔省的一个市镇，位于该省北部，属于拉图尔迪潘区。该市镇于1790-1794年间由圣安德烈拉帕吕（Saint-André-la-Palud）和勒加兹（Le Guaz）合并而成。

## 地理
圣安德烈-勒加兹（45°32'56"N, 5°32'3"E）面积8.89 平方千米，位于法国奥弗涅-罗讷-阿尔卑斯大区伊泽尔省，该省份为法国东南部内陆省份，北起顺时针与安省、萨瓦省、上阿尔卑斯省、德龙省、阿尔代什省、卢瓦尔省和罗讷省。
与圣安德烈-勒加兹接壤的市镇（或旧市镇、城区）包括：圣翁德拉、多菲内地区莱萨布雷、拉巴蒂蒙加斯孔、勒帕萨日、圣迪迪耶德拉图尔。

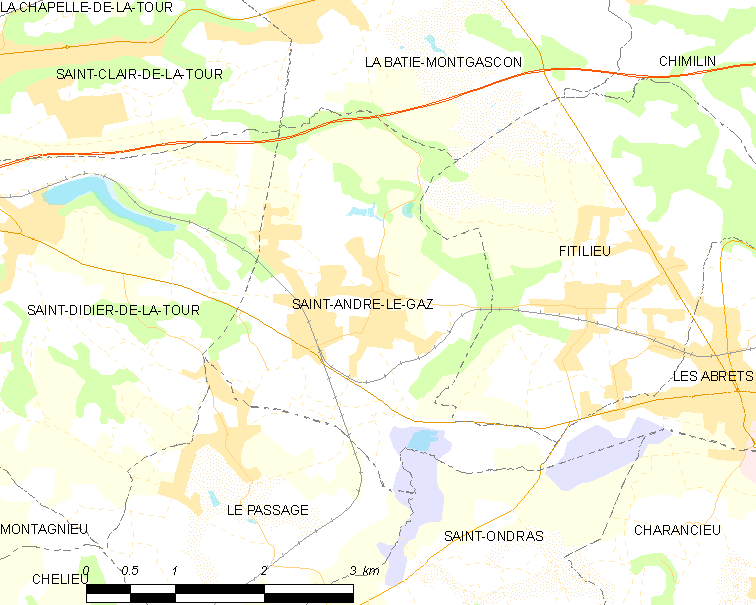
圣安德烈-勒加兹的OSM定位图

圣安德烈-勒加兹的时区为UTC+01:00、UTC+02:00（夏令时）。

## 行政
圣安德烈-勒加兹的邮政编码为38490，INSEE市镇编码为38357。

## 政治
圣安德烈-勒加兹所属的省级选区为拉图尔迪潘县。

## 人口

1962-2008年间圣安德烈-勒加兹人口变化图示

圣安德烈-勒加兹于2022年1月1日时的人口数量为2726人。